# 울루그베크 라시토프
울루그베크 이스마툴라예비치 라시토프(우즈베크어: Ulug‘bek Ismatullayevich Rashitov, 러시아어: Улугбе́к Исматуллаевич Раши́тов, 2002년 3월 23일~)는 우즈베키스탄의 태권도 선수이다. 2020년과 2024년 하계 올림픽에서 페더급 금메달을 획득했으며 남자 태권도 선수로는 최초로 올림픽 2회 연속 우승을 달성했다.

2021년 도쿄 올림픽 당시 이란의 미르하솀 호세이니와 경기 중인 라시토프(빨간 호구)